# Usine Gruson
Grusonwerk
Pour les articles homonymes, voir Gruson (homonymie).
L'usine Gruson (Grusonwerk) est une ancienne usine de construction mécanique allemande située à Magdebourg, fondée en 1855 par Hermann Gruson et achetée par Friedrich Krupp AG en 1893. Au moment de son rachat, l'usine est une des plus importantes entreprises de construction mécanique et d'armement en Allemagne, Krupp la développant encore, jusqu'à la fin de la Seconde Guerre mondiale.
Initialement orientée vers la construction navale, l'entreprise acquiert une expertise reconnue dans la fonderie quand la conjoncture l'oblige à se diversifier. Sa capacité à couler des pièces mécaniques, en particulier des blindages, en fonte dure et en acier, assoit la réputation de l'usine comme constructeur de tourelles pour les fortifications. Le rachat par Krupp réoriente l'usine vers la construction mécanique d'équipements lourds ou industriels.